# آن كلايد
آن كلايد (بالإنجليزية: Anne Clyde)‏ هي أمينة مكتبة أسترالية، ولدت في 7 فبراير 1946، وتوفيت في 18 سبتمبر 2005.